# Cerkiew św. Onufrego w Wisłoku Wielkim
Cerkiew św. Onufrego w Wisłoku Wielkim – dawna cerkiew greckokatolicka znajdująca się w Wisłoku Wielkim, wzniesiona między 1850 a 1853.
W 1948 przejęta przez Kościół rzymskokatolicki. Najpierw pełniła funkcję kościoła filialnego parafii w Komańczy, a od 1989 kościoła parafialnego parafii św. Onufrego w Wisłoku Wielkim. Świątynia włączona do podkarpackiego Szlaku Architektury Drewnianej.

## Historia
Budynek był wznoszony w latach 1850–1853, poświęcony w roku następnym. W 1902 cerkiew była remontowana, oryginalny dach kryty gontem zastąpiła blacha. Po II wojnie światowej świątynia została przemianowana na kościół rzymskokatolicki i w 1969 odnowiona. Remontowana w 1969 i w latach 80. XX w. gdy przemalowano polichromię ścian oraz strop nawy i babińca. W kolejnym remoncie w latach 2002–2003 przywrócono gontowe pokrycie dachu i trzech wieżyczek, naprawiono instalację elektryczną i wymieniono posadzkę. Od 2002 w wieży i na strychu świątyni mieści się minimuzeum sztuki cerkiewnej. 

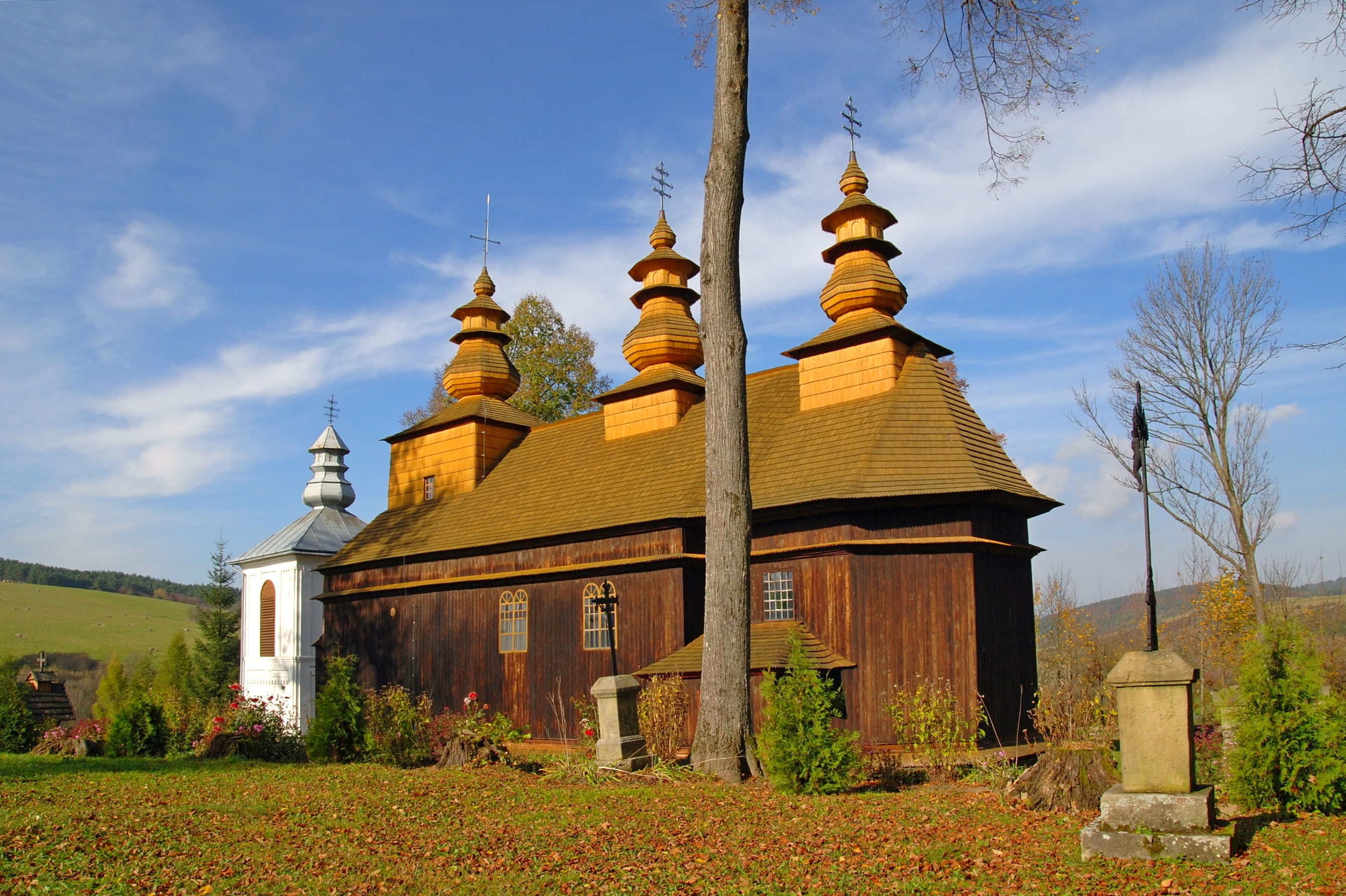
Widok od strony południowej
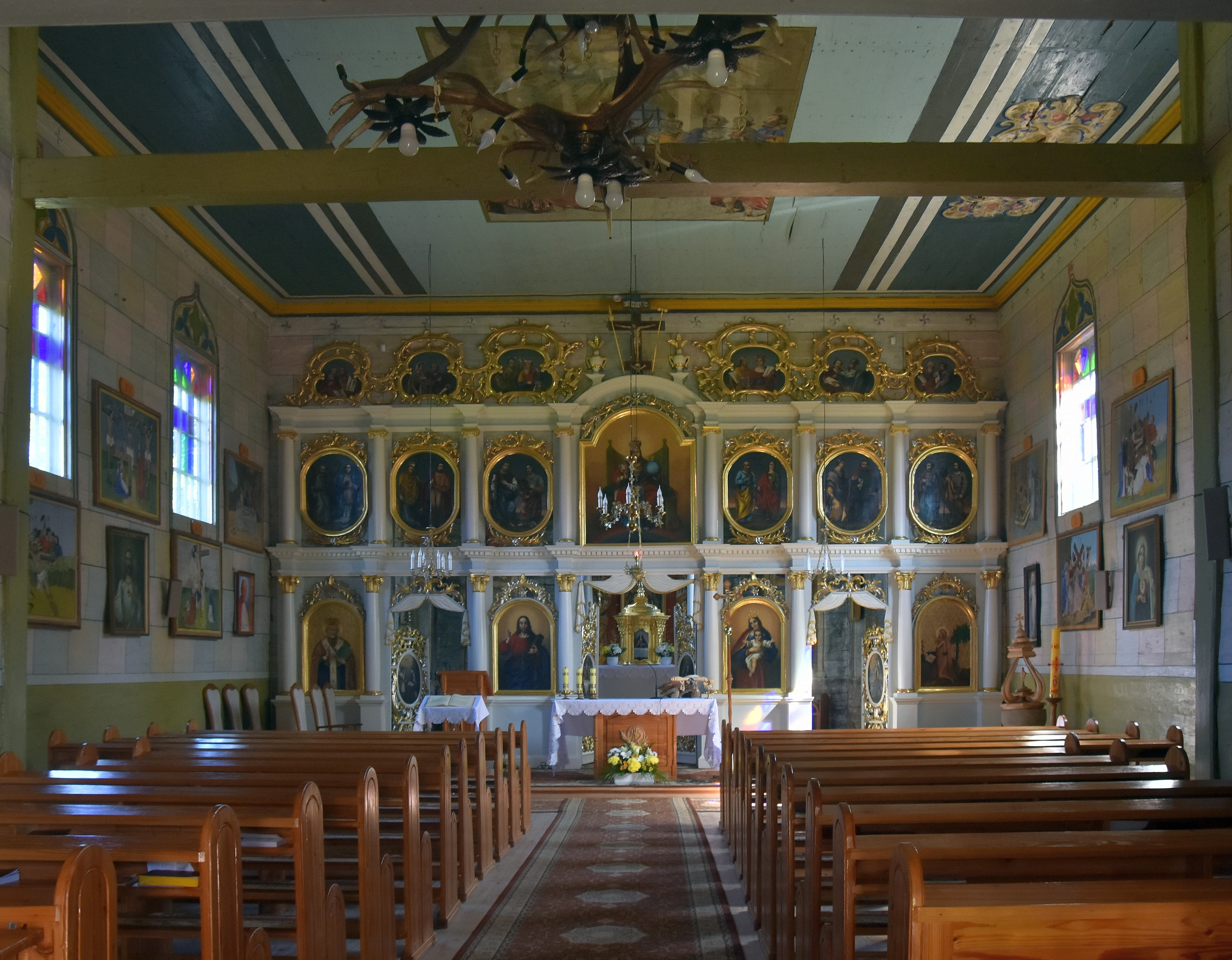
Wnętrze
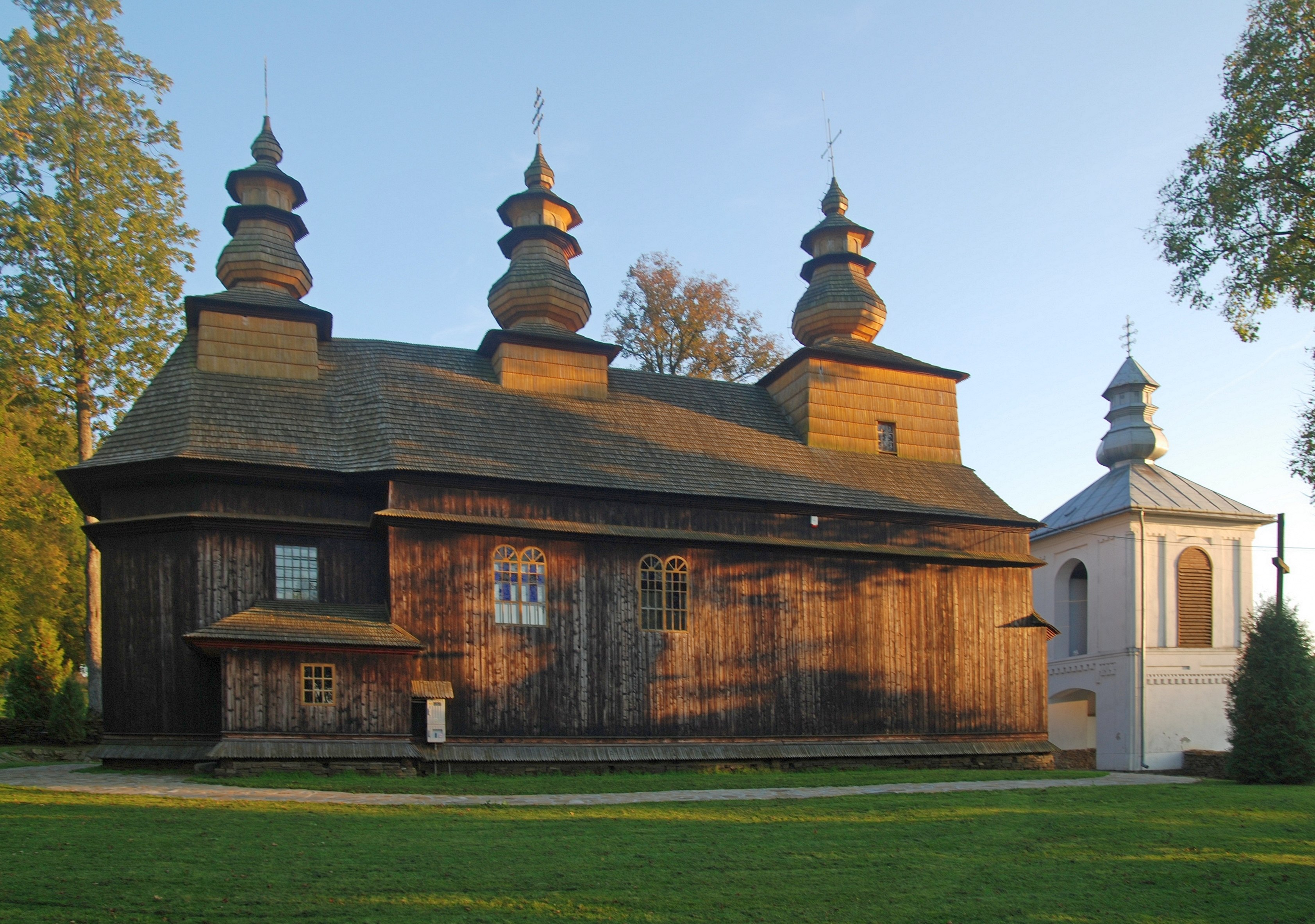
Elewacja północna

## Architektura i wyposażenie
Jest to budowla drewniana konstrukcji zrębowej, na kamiennej podmurówce, pozornie dwudzielna, orientowana. Do mniejszego od nawy zamkniętego trójbocznie prezbiterium przylegają dwie zakrystie. Babiniec równy szerokości nawy z nadbudowana czworoboczną wieżą konstrukcji słupowo–ramowej, o prostych ścianach. Dach jednokalenicowy dwuspadowy z drugą i trzecią wieżą nad nawą i sanktuarium. Wieże zwieńczone baniastymi hełmami i pozornymi latarniami. Ściany zewnętrzne oszalowane pionowo deskami.
Wszystkie pomieszczenia nakryte płaskim stropem. Wnętrze pokrywa XIX wieczna polichromia. Zachował się kompletny, trójstrefowy ikonostas, najprawdopodobniej powstały w tym samym okresie, co sam budynek, jednak z kilkoma ikonami pochodzącymi dopiero z okresu przebudowy w 1902 (św. Mikołaja Cudotwórcy i św. Onufrego). Ikony pierwotnie położone w ikonostasie wiszą dzisiaj na ścianach obiektu. W prezbiterium znajduje się ołtarz z baldachimem.

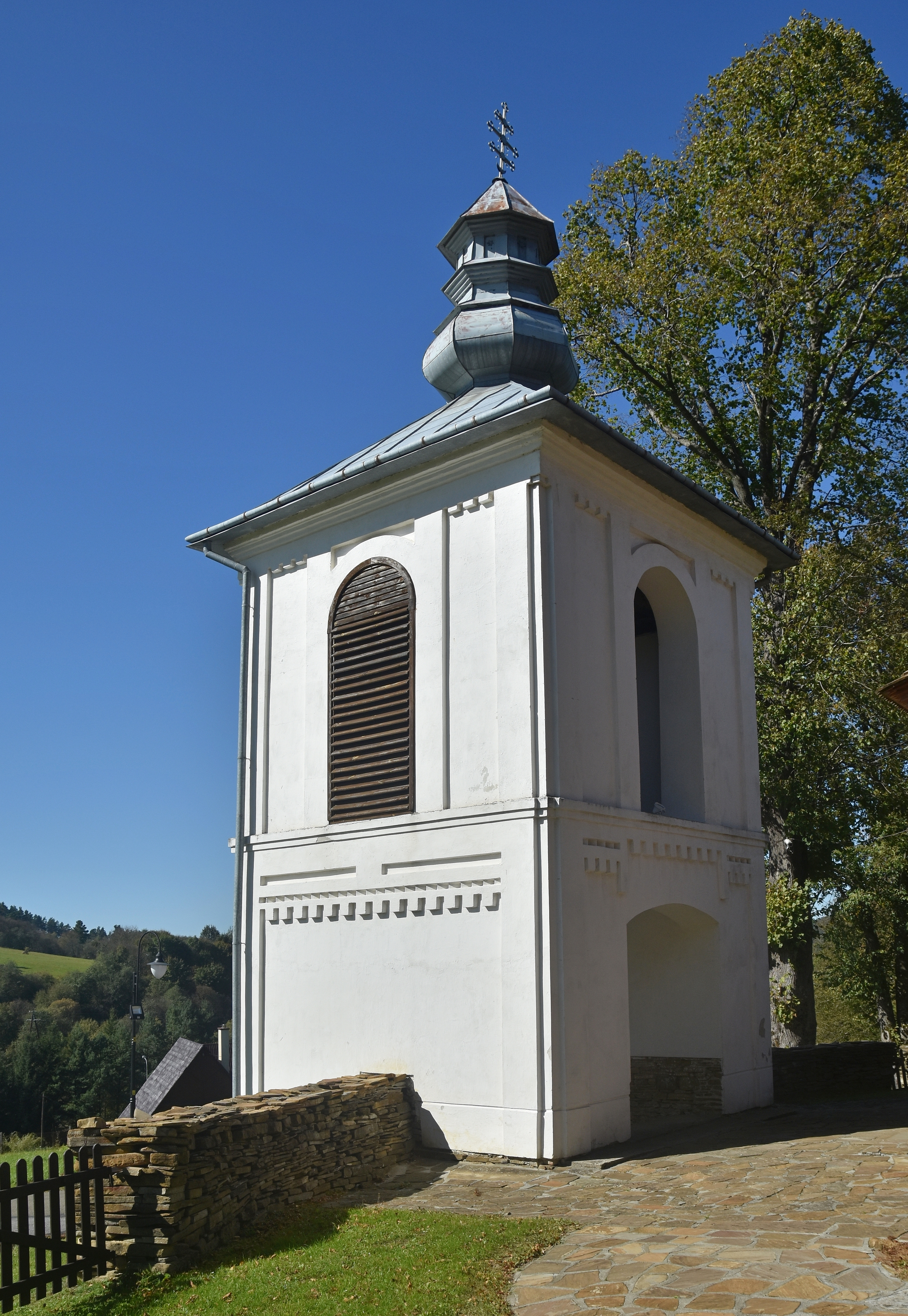
Dzwonnica
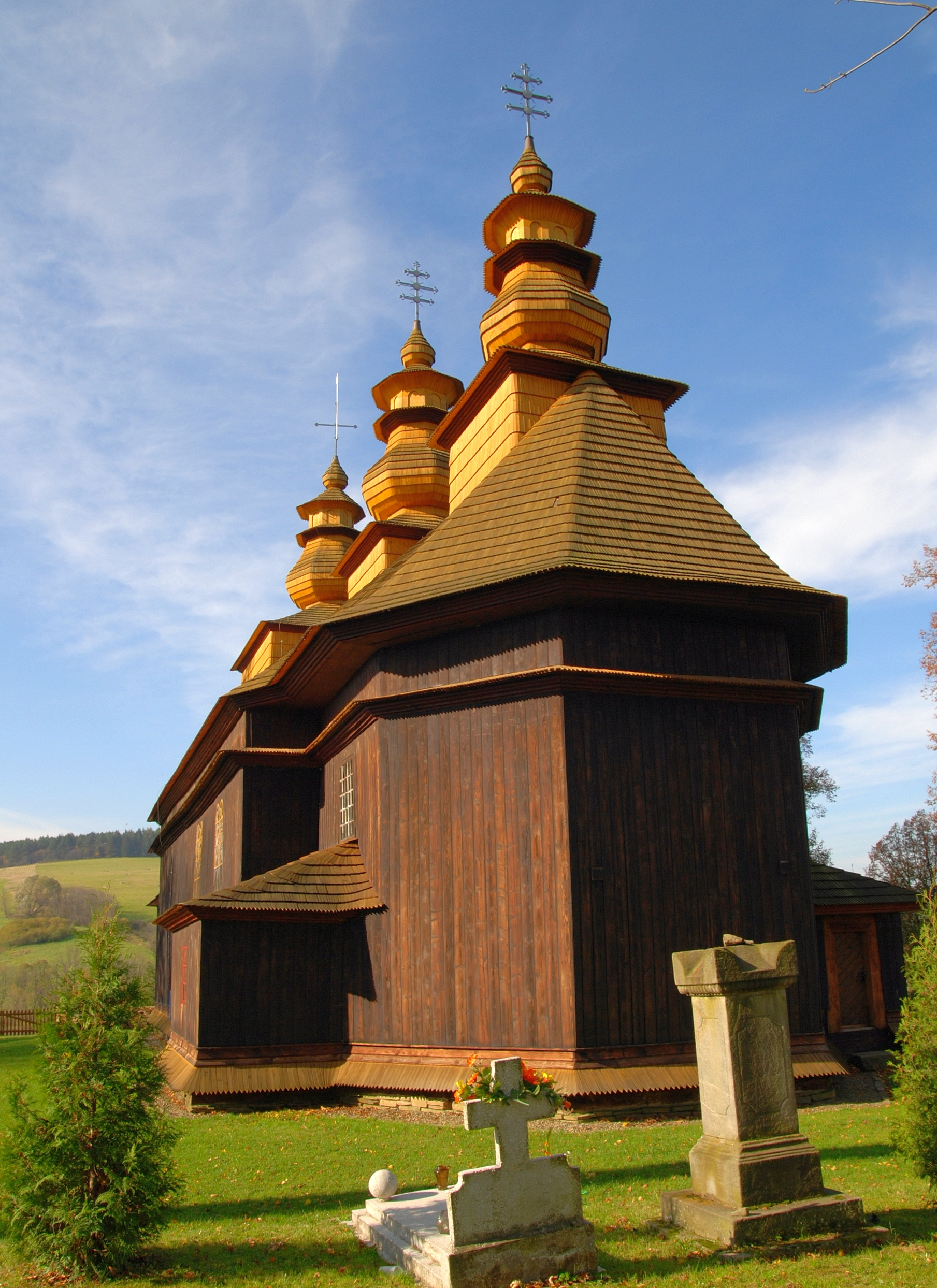
Widok od prezbiterium
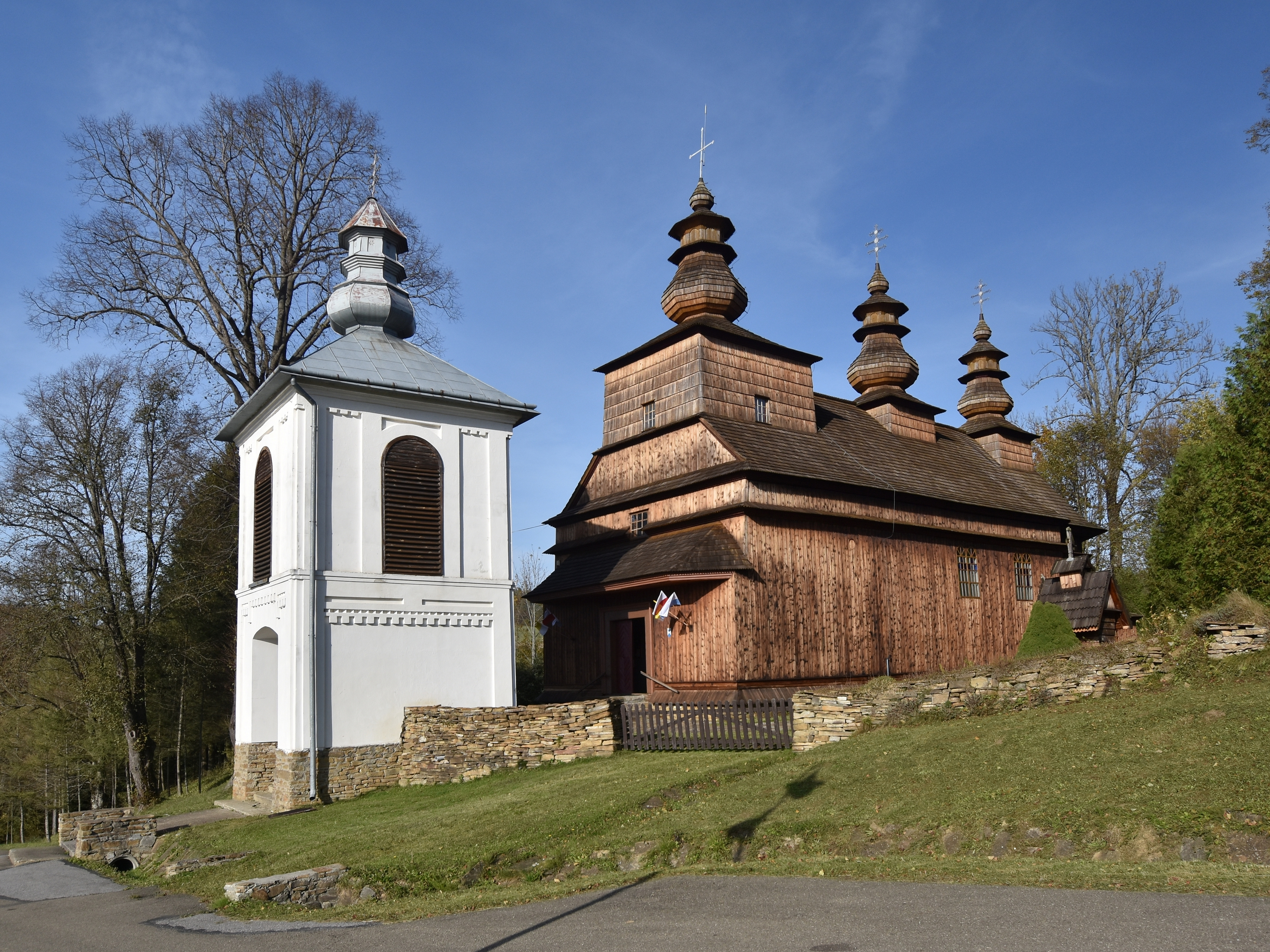
Widok do strony zachodniej

## Otoczenie
Wolnostojąca murowana dzwonnica–brama pełni równocześnie funkcję bramy wjazdowej na teren świątyni. Zbudowana na planie kwadratu, dwukondygnacyjna z dachem namiotowym i kopułą podobną w formie do tych wieńczących budynek cerkwi.